# Shaun Bownes
Shaun Bownes, född den 24 oktober 1970 i Johannesburg, är en sydafrikansk friidrottare som tävlar i häcklöpning.
Bownes genombrott kom när han 1998 blev bronsmedaljör på 110 meter häck vid Samväldesspelen. Han deltog vid Olympiska sommarspelen 2000 där han blev utslagen i semifinalen. Vid inomhus-VM 2001 blev han bronsmedaljör på 60 meter häck. Utomhus samma år var han i final på 110 meter häck vid VM i Edmonton där han slutade på en åttonde plats. 
Bownes var framgångsrik vid Afrikanska mästerskapen i friidrott såväl 1998, 2002 som 2004.
Vid Samväldesspelen 2002 blev han mästare på 110 meter häck. Han deltog vid Olympiska sommarspelen 2004 där han blev utslagen i kvartsfinalen. 

## Personliga rekord
- 60 meter häck - 7,52
- 110 meter häck - 13,26